# Fleißdorf

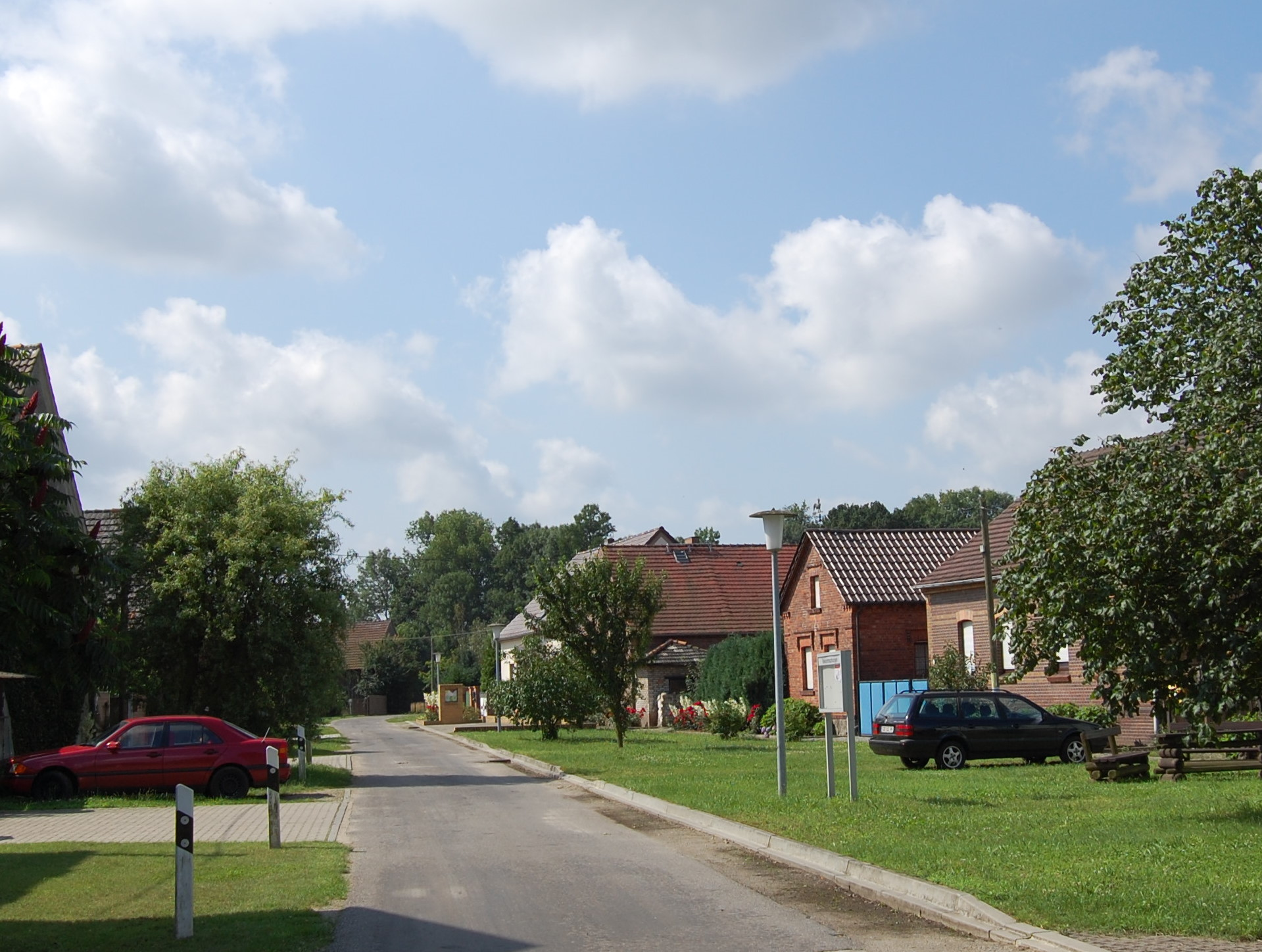
Dorfanger in Fleißdorf

Fleißdorf, bis 1937 deutsch amtlich Dlugy, niedersorbisch Długi, ist ein Gemeindeteil des Ortsteils Naundorf der Stadt Vetschau/Spreewald im Landkreis Oberspreewald-Lausitz in Brandenburg. Bis zur Eingemeindung nach Naundorf am 1. Januar 1974 war Fleißdorf eine eigenständige Gemeinde.

## Lage
Fleißdorf liegt in der Niederlausitz am südlichen Rand des Biosphärenreservats Spreewald, rund dreieinhalb Kilometer nordöstlich von Vetschau. Umliegende Ortschaften sind Naundorf im Norden, Müschen im Osten, Suschow im Süden, Stradow im Westen und Stradow Ausbau im Nordwesten.
Der Ort liegt an der Landesstraße 541 zwischen Burg und Vetschau, über die an dieser Stelle auch der Gurken-Radweg verläuft. Westlich von Fleißdorf liegen die Stradower Teiche, südwestlich der Wiesenteich.

## Geschichte
Die erste urkundliche Erwähnung des Dorfes erfolgte im Jahr 1520 mit der Schreibweise „Dlugi“. Dieser frühere Ortsname geht auf das sorbische dłujki zurück und bedeutet „lang (gestreckt)“. Die Schreibweise des Ortsnamens änderte sich mehrfach, so wurde der Ort im Jahr 1591 „Lugge“ und ab ca. 1708 „Dlugy“ geschrieben. Der sorbische Name wurde in den Jahren 1703 und 1761 jeweils „Dlugi“ und später „Długi“ geschrieben.
Spätestens seit 1578 gehörte Fleißdorf zur Standesherrschaft Lübbenau, diese war seit dem Prager Frieden von 1635 Teil des Kurfürstentums Sachsen. Im Jahr 1718 lebten in Fleißdorf sieben Hufner, fünf Kossäten und sechs Häusler, die eine Schatzung von 1100 Gulden an die Standesherren abzugeben hatten. Nachdem das Kurfürstentum 1806 zunächst zum Königreich Sachsen erhoben worden war, kam Fleißdorf nach dem Wiener Kongress zum Königreich Preußen. Bei der Gebietsreform von 1816 wurde der Ort dem Kreis Calau in der Provinz Brandenburg zugeordnet.
Der zunächst rein sorbische Ort hatte mit Naundorf eine gemeinsame Schule, die seit 1850 erwähnt wird. Das heute als Wohnhaus genutzte Schulgebäude befindet sich auf halbem Weg zwischen Naundorf und Fleißdorf – im Norden der Fleißdorfer Gemarkung – am Fleißdorf-Naundorfer Grenzgraben. Bis zum 29. Oktober 1937 hieß das Dorf Dlugy und wurde dann im Zuge der nationalsozialistischen Germanisierung sorbischstämmiger Ortsnamen in „Fleißdorf“ umbenannt. Auch in mehreren anderen Orten der Region wurden in dieser Zeit Namen sorbischen Ursprungs gegen deutsche Bezeichnungen getauscht, jedoch anderswo nach dem Krieg meist wieder zurück benannt.
In der DDR wechselte die Gemeinde Fleißdorf am 1. Juli 1950 aus dem Landkreis Calau in den Landkreis Lübben (Spreewald). Bei der Gebietsreform am 25. Juli 1952 wurde die Gemeinde dem verkleinerten Kreis Calau im Bezirk Cottbus zugeordnet. Am 1. Januar 1974 wurde Fleißdorf nach Naundorf eingemeindet. Nach der Wiedervereinigung gehörte Fleißdorf zunächst zum brandenburgischen Landkreis Calau, der 1993 im Landkreis Oberspreewald-Lausitz aufging. Gemeinsam mit Naundorf erfolgte am 31. Dezember 2001 die Eingemeindung nach Vetschau.

## Bevölkerungsentwicklung
| Jahr | Einwohner |
| ---- | --------- |
| 1875 | 145       |
| 1890 | 160       |

| Jahr | Einwohner |
| ---- | --------- |
| 1910 | 129       |
| 1925 | 132       |

| Jahr | Einwohner |
| ---- | --------- |
| 1933 | 127       |
| 1939 | 125       |

| Jahr | Einwohner |
| ---- | --------- |
| 1946 | 165       |
| 1950 | 169       |

| Jahr | Einwohner |
| ---- | --------- |
| 1964 | 114       |
| 1971 | 98        |

Gebietsstand des jeweiligen Jahres
Fleißdorf war ursprünglich ein rein sorbischsprachiges Dorf. Laut Arnošt Muka, der den Ort in den 1880er-Jahren für seine Statistik über die Sorben in der Lausitz besuchte, gab es damals „nicht einen einzigen deutschen Einwohner“. Im Jahr 1956 lag der sorbischsprachige Bevölkerungsanteil bei 56,8 Prozent, damit hatte Fleißdorf den höchsten sorbischsprachigen Bevölkerungsanteil im Kreis Calau.